# Baumschuler
Baumschuler ist in Deutschland die Bezeichnung der Gartenbaubranche für den staatlich anerkannten Ausbildungsberuf „Gärtner – Fachrichtung Baumschule“.
Der Baumschuler arbeitet wie andere Gärtner in und mit der Natur und erlernt während seiner Ausbildung eine Vielzahl von Fähigkeiten im Bereich der Anpflanzung, Kultivierung und der Weiterverarbeitung der Laub- und Nadelgehölze. Heutzutage arbeitet der Baumschuler mit einer Vielzahl von Maschinen und Geräten, der Spaten gehört aber immer noch zum Standard-Werkzeug.